# Acacia gracilifolia
Acacia gracilifolia é uma espécie de leguminosa do gênero Acacia, pertencente à família Fabaceae.